# 山根二郎
山根二郎（やまね じろう、1936年9月27日生まれ）は、日本の弁護士（登録番号9881、長野県弁護士会所属）、思想家。現在は山根二郎法律事務所の代表を務めている。日本の法曹界において数々の大事件に関与し、環境問題や社会問題にも積極的に取り組んでいる。特に、法廷闘争の在り方に革新をもたらし、その名は『朝日人物事典』にも記載されている。

## 人物・経歴

### 出生と幼少期
1936年、東京都千代田区隼町で生まれる。名付け親は父親と親交があった川島浪速で、当初「興亞」（おきつぐ）と名付けられるも、高校3年時に「二郎」に改名。幼少期には隼町から平河町に転居。1943年4月、永田町国民学校（現・永田小学校）に入学し、翌年には東條英機首相の挨拶を最前列で聴いた経験を持つ。1944年11月、川島浪速の伝手で家族ともども信州松本の浅間温泉へ疎開。この地域は名付け親である川島浪速の出身地でもあった。

### 教育と思想的形成
戦後、日本国憲法の読本に感銘を受け、中学時代にドストエフスキーの『罪と罰』に没頭。これが後の弁護活動や人間理解に多大な影響を与える。1953年に松本深志高校へ進学し、そこでフランス語の恩師との出会いが自身の思想形成に影響を与えた。

### 大学時代と社会運動への関与
1956年、中央大学法律学部法律学科に入学。在学中には、安保闘争が激化する中、1960年の国会突入時にデモに参加。これが彼の社会問題への関与の始まりとなった。

### 弁護士活動
1966年、弁護士登録後、東京で法律事務所を開業。1968年、金嬉老事件の主任弁護人として、在日朝鮮人問題を初めて裁判で提起。翌1969年には、東大安田講堂事件の主任弁護人として460名の被告人を擁護し、東京地裁と対峙。この裁判での山根の闘う姿は、後に多くの若者が弁護士を志すきっかけとなった。また、昭和天皇狙撃事件の奥崎謙三の弁護も担当する。

### 松本市への移住と環境問題への取り組み
1982年、東京を離れ、長野県松本市に移住。1988年にはスパイクタイヤの製造・販売中止の調停を成立させた。また、2000年には大仏ダム建設計画を中止に追い込むなど、数多くの公害問題にも取り組んだ。

### 著名な法廷闘争と社会的影響
1990年代には、資生堂や花王を相手取った独占禁止法違反訴訟で代理人を務め、業界の不正を明るみに出す。また、2002年にマックスファクター株式会社を相手取った裁判で、単独で日本最大規模の法律事務所に挑み、商品の出荷を命じる全面勝訴を神戸地裁で獲得。当時のアメリカ大統領ビル・クリントンから感謝と激励の手紙を受け取る。

### その他のエピソード
1955年、高校卒業後に父親とともに世田谷にある真崎甚三郎の私邸を訪問。この訪問は山根にとって重要な節目となった。
また、2017年には国宝松本城の樹齢400年の大ケヤキの伐採を阻止し、翌2018年にはネオニコチノイド系殺虫剤の空中散布を中止させるなど、地域環境保護にも貢献している。

## 主要な裁判・成果
1968年金嬉老事件の主任弁護人となり、裁判の場に初めて在日朝鮮人問題を提起する。
1969年日本における若者最後の反乱というべき東京大学安田講堂事件の主任弁護人となり、三百数十名の被告人（学生）の統一公判を要求、分割公判を強行する東京地裁と全面対決した裁判闘争を展開。裁判所より発言禁止等の制裁を受けA級戦犯らも収監されていた巣鴨プリズン（現池袋サンシャイン６０のあった場所）に5日間拘留されたほか、
他の弁護士から審判妨害罪で告発されることもあったが、弁護を継続し学生の大半の執行猶予付き判決を勝ち取る。この事件はそれまで閉鎖的であった日本の裁判そのものを社会的に開放した先駆けとなる。
1969年昭和天皇パチンコ狙撃事件の犯人奥崎謙三（ドキュメンタリー映画『ゆきゆきて、神軍』の主人公）の弁護人を担当。事件の社会的タブーの度合いから弁護人のなり手がなく当時金嬉老事件や東大安田講堂事件で連日新聞の一面を飾りテレビにも出演していた山根（テレビのワイドショー等に弁護士が出演するようになったのは山根が初めてでそれまで閉鎖的だった裁判や弁護士という職業にスポットライトが当たる先駆けとなった）に白羽の矢が立った。なお、この事件がきっかけで皇居内のバルコニーに防弾ガラスが設置されることとなった。
1988年積雪・寒冷地の住民を長年苦しめてきたスパイクタイヤによる道路粉塵公害を解決するため、長野県弁護士会公害対策委員長時に、タイヤメーカー七社を相手取って公害調停を申立て、スパイクタイヤの全面製造・販売中止の調停を成立させる。
1991年資生堂・花王を相手取った民事訴訟の代理人となり、裁判等を通じて化粧品メーカーの独禁法違反問題を提起。
1993年アメリカ合衆国のメジャー化粧品メーカーのマックスファクターを独占禁止法違反で提訴した事件の主任弁護人となり勝訴。同事件は独禁法事件の代表的な判例として法学の教科書に掲載されるなどその後の独禁法訴訟の指針となった。
1996年カルト教団の宗教施設建設計画阻止のため地域住民を指導し、代理人として建設差止の調停を申立てるなどして撃退に成功。
1995年オウム事件を契機に執筆を開始、膨大な資料を徹底的に探索・検証し、根元的な思索と精神の激闘が著書「仏教解体」となる。
2001年元長野県知事田中康夫の脱ダム宣言に先立ち長野県松本市の薄川上流に建設予定であった大仏ダムの建設反対を訴え、同田中康夫知事が建設中止を決断した。実際に建設予定のダム建設が中止された全国的にもまれな先例となった。
2018年ネオニコチノイド系殺虫剤のヘリコプター空中散布の中止を求め長野県松本市を提訴。
2019年4月元号制定は違憲であるとジャーナリストの矢崎泰久らと国を提訴。

## 著作等
仏教解体（仏教カルト研究所 、2000/4/1）
山根二郎作成の文書が公式ホームページである山根二郎.com  https://yamanejiro.com にて公開されている。

## メディア等
- 2000年4月、オウム真理教事件を契機に、５年間にわたって数千冊にのぼる膨大な書物や資料を徹底的に探索・検証し、執筆を続けていた『仏教解体』を発行する。
- 矢崎泰久発行『話の特集』－創刊40周年記念号－の「山根二郎かく語りき」、月刊誌『Ｈａｎａｄａ』H28・11月特大号、（作家時代の）石原慎太郎氏との対談、新宿紀伊國屋ホール出演、新宿LOFTにて田原総一朗と対談等で、山根独自の思想を展開。『疎外の構造・対論＝羽仁五郎』（昭和44年朝日新聞社発行）ではソノシートで山根の討論を聴くことができる。ジャーナリストばばこういち氏のテレビ番組に出演するなど、今では当たり前であるが、弁護士として初めてテレビに出演したのも山根である。